# Anton Krzikalla
Anton Krzikalla, né le 30 août 1887 à Laurahütte en Haute-Silésie (aujourd'hui Siemianowice Śląskie en Pologne) et mort le 5 octobre 1944 au camp de concentration de Sachsenhausen, est un mineur et homme politique allemand.

## Biographie
Né dans une ville ouvrière de Prusse, il est scolarisé dans sa ville natale puis travaille dans les mines de charbon de Westphalie, de Haute-Silésie et de Haute-Bavière pendant vingt-cinq ans. Il adhère au Parti social-démocrate indépendant d'Allemagne et est élu conseiller municipal à Laurahütte. En 1921 il prend part à l'« action de Mars », la tentative de prise de pouvoir insurrectionnelle par les communistes, qui échoue. Il est alors emprisonné,.
Une fois sorti de prison, il reprend son engagement politique, et redevient conseiller municipal à Laurahütte en 1929, cette fois avec l'étiquette du Parti communiste d'Allemagne (KPD). Candidat pour le parti dans la circonscription de Cologne-Aix-la-Chapelle pour les élections législatives allemandes de 1930, il est élu député et entre au Reichstag de la  république de Weimar. En juillet 1931, il cèda son siège au tourneur-fraiseur Engelbert Esser (de),.
Arrivés au pouvoir début 1933, les nazis le placent en détention préventive de février à décembre. Il est arrêté une nouvelle fois en juillet 1937, et incarcéré au camp de concentration de Buchenwald. Relâché en avril 1939, il est arrêté à nouveau le 22 août 1944, dans le cadre de l'« Aktion Gitter » après l'échec du complot du 20 juillet 1944. Déporté au camp de concentration de Sachsenhausen, il y meurt le 5 octobre, à l'âge de 57 ans,.
Il est l'un des anciens députés commémorés par le Mémorial en souvenir des 96 membres du Reichstag assassinés par les nazis, devant le palais du Reichstag.